# 6871 Verlaine
A 6871 Verlaine (ideiglenes jelöléssel 1993 BE8) a Naprendszer kisbolygóövében található aszteroida. Eric Walter Elst fedezte fel 1993. január 23-án.